# Gargantuoidea tibangensis
Gargantuoidea tibangensis är en insektsart som först beskrevs av Günther 1935.  Gargantuoidea tibangensis ingår i släktet Gargantuoidea och familjen Diapheromeridae. Inga underarter finns listade i Catalogue of Life.